# 歩兵第23連隊
歩兵第23連隊（ほへいだい23れんたい、歩兵第二十三聯隊）は、大日本帝国陸軍の連隊のひとつ。

## 沿革
- 1884年（明治17年） - 熊本にて第1大隊が編成
- 1886年（明治19年）8月17日 - 軍旗拝受
- 1888年（明治21年）5月 - 第6師団が創設
- 1894年（明治27年） - 日清戦争に従軍
- 1904年（明治37年） - 日露戦争に従軍
- 1908年（明治41年） - 韓国駐留
- 1910年（明治43年） - 帰還
- 1923年（大正12年） - 満州駐留
- 1925年（大正14年） - 帰還、宇垣軍縮により師団改編、都城へ転営
- 1927年（昭和2年）1月28日 - 小林町で大火があり出動[1]
- 1932年（昭和7年）12月 - 満州事変により動員
- 1933年（昭和8年）

2月 - 熱河作戦に参加
10月 - 帰還
- 1937年（昭和12年）8月 - 動員下令、中華民国河北省黄村に進出、その後保定、石家荘などで戦う

11月 - 杭州湾に上陸、南京攻略戦などに参加
- 1938年（昭和13年） - 武漢作戦に参加
- 1939年（昭和14年） - 中華民国南昌市などで戦う
- 1943年（昭和18年）2月 - ソロモン諸島方面に転出する事となりブーゲンビル島（Bougainville、現・パプアニューギニア独立国ブーゲンビル自治州）に上陸

11月 - アメリカ軍と交戦するも連隊は次第に損耗する
なお、ブーゲンビル島の戦いにおいて、最初に米軍と交戦したのは、本連隊所属の中隊（堀之内正義中尉）であった。
- 1944年（昭和19年） - 留守部隊が独立混成第44旅団隷下となる
- 1945年（昭和20年）6月 - 留守部隊、沖縄戦にて総員玉砕。ここに本連隊は事実上の終焉を迎えた。

## 歴代連隊長
| 代 | 氏名       | 在任期間              | 備考                                                        |
| -- | ---------- | --------------------- | ----------------------------------------------------------- |
| 1  | 岡村静彦   | 1886.5.27 -           | 中佐、1891.7.大佐                                           |
| 2  | 児玉恕忠   | 1896.10.15 - 1898.3.3 | 中佐、1898.2.大佐                                           |
| 3  | 隠岐重節   | 1898.3.3 - 1901.6.19  |                                                             |
| 4  | 富田質弥   | 1901.6.20 -           | 中佐                                                        |
| 5  | 江口昌条   | 1903.1.13 - 1906.2.19 | 中佐、1903.11.大佐、1904.8.30戦傷                           |
| 6  | 香渡範三郎 | 1904.9.17 -           | 中佐                                                        |
| 7  | 三上徳治   | 1905.3.10 -           | 中佐                                                        |
| 8  | 橋本三郎   | 1906.4.11 - 1910.8.20 |                                                             |
| 9  | 樋口喜吉   | 1910.8.20 - 1913.9.30 |                                                             |
| 10 | 高橋於兎丸 | 1913.9.30 - 1915.8.10 |                                                             |
| 11 | 国司伍七   | 1915.8.10 -           |                                                             |
| 12 | 草刈宗太郎 | 1918.7.24 - 1919.7.25 |                                                             |
| 13 | 荒木貞夫   | 1919.7.25 - 1921.4.1  |                                                             |
| 14 | 松井七夫   | 1921.4.1 - 1922.8.15  |                                                             |
| 15 | 村山鉄男   | 1922.8.15 - 1923.8.6  |                                                             |
| 16 | 押川公実   | 1923.8.6 -            |                                                             |
| 17 | 田中稔     | 1926.3.2 -            |                                                             |
| 18 | 依田四郎   | 1928.3.8 -            |                                                             |
| 19 | 大川寿賀   | 1929.8.1 -            |                                                             |
| 20 | 志道保亮   | 1932.4.11 -           |                                                             |
| 21 | 豊嶋房太郎 | 1934.3.5 -            |                                                             |
| 22 | 酒井隆     | 1936.3.7 -            |                                                             |
| 23 | 岡本鎮臣   | 1937.3.1 -            | Ｍ21.3.18生まれ。最終階級；少将。戦後、熊本県八代市に復員。 |
| 24 | 佐野虎太   | 1938.5.14 -           |                                                             |
| 25 | 有馬純彦   | 1940.8.1 -            |                                                             |
| 26 | 浜之上俊秋 | 1941.10.25 -          |                                                             |
| 27 | 河野孝次   | 1943.11.15 - 1945.4.5 | 戦死                                                        |
| 末 | 福田環     | 1945.5.7 -            | 少佐、1945.6.中佐、少尉候補者第6期、下士官出身の連隊長。    |

## 連隊歌
1. 宮崎宮の宮柱
立たせし都ほど近く
み旗を守るますらおは
日州健児の粋を抜く
2. 降臨ませし高千穂の
峰を朝夕仰ぎつつ
五条のおしえかしこみて
股肱のまことつくすなり
3. ときは明治の十九年
その八月の十七日
捧げたまいしみ旗こそ
げに連隊の光なれ